# Comunicar
Comunicar è una rivista scientifica spagnola trimestrale ad accesso aperto con revisione paritaria, specializzata nella ricerca in materia di educazione, comunicazione e scienze sociali. Tutti i suoi articoli sono pubblicati in spagnolo e inglese, mentre gli abstract anche in cinese e portoghese. 
Dalla nascita nel 1993 e senza interruzioni, sulla rivista Comunicar sono stati pubblicati 1920 articoli su tematiche, autori e lettori internazionali e latinoamericani. 
La rivista è indicizzata in 790 database, directory selettive, piattaforme di valutazione delle riviste, emeroteche, motori di ricerca di settore Open Access, portali specialistici, cataloghi emerografici e in 490 biblioteche universitarie in tutto il mondo.
Per la valutazione dei manoscritti viene utilizzato un sistema cieco, visibile all'autore e revisionato esternamente. La rivista Comunicar possiede un Comitato Scientifico Internazionale e una rete pubblica di Revisori Scientifici composto da 695 ricercatori di tutto il mondo; gestisce i manoscritti attraverso la piattaforma Open Journal System 3.2.2, utilizza il sistema antiplagio Crossref Similarity Check e metriche alternative per i suoi articoli (PlumX, Dimensions).
La rivista Comunicar è specializzata in educomunicazione: comunicazione ed educazione, TIC e target specifici, nuovi linguaggi. Pubblica monografici specializzati su temi emergenti con approccio e collaborazioni internazionali
Il suo caporedattore è Ignacio Aguaded . La rivista è riassunta e indicizzata nel Social Sciences Citation Index e Scopus. Secondo il Journal Citation Reports, la rivista ha un fattore di impatto 2020-2021 di 3375.

## Storia
La rivista venne pubblicata per la prima volta nell'ottobre del 1993 dal Grupo Comunicar, un'associazione professionale spagnola senza scopo di lucro, che dal 1989 collabora con molteplici centri di ricerca e università nel settore dell’educomunicazione.
La primissima edizione venne pubblicata con il nome di "Comunicar. Rivista dei mezzi di comunicazione e dell'insegnamento". Il fascicolo di questo numero fu dedicato a "Imparare con i mezzi". Nel 1994 diventa "Comunicar. Rivista dei mezzi di comunicazione e dell'educazione" Da quel momento la rivista pubblica 4 numeri all'anno e 40 articoli.

## Struttura della rivista
La rivista è strutturata in due sezioni: 
- Fascicolo monografico: articoli monografici su un tema emergente che apre nuove frontiere alla scienza, coordinato da ricercatori di noto prestigio nel campo.
- Caleidoscopio: sezione miscellanea con lavori di ricerca su vari temi relazionati con la comunicazione e l'educazione[10].

## Gestione
Gli articoli prevedono un processo di revisione tra pari, verificato dal Repositorio Español de Ciencia y Tecnología (RECYT). La gestione degli articoli si realizza attraverso la piattaforma Open Journal Systems, un software con codice aperto per la gestione delle riviste scientifiche.
Dispone di due formati: la versione stampata e quella digitale, entrambe pubblicate in spagnolo e in inglese; inoltre, titoli, riassunti e parole chiave si possono trovare in cinese e portoghese per una maggiore diffusione, impatto e riconoscimento internazionale.

## Portata
Il periodico è accessibile in diversi formati (ePub, pdf, html, xml) e in piattaforme come ISSUU e rintracciabile con gli aggregatori scientifici e canali multimediali più noti tra cui Academia.edu, ResearchGate, YouTube, Flickr, Baidu e Weibo

## Fattore di impatto
Negli ultimi anni la rivista Comunicar si è posizionata in diversi indici internazionali di qualità per riviste scientifiche, tra queste emergono JCR e SCOPUS (Citescore e SJR).
Nel 2020 si è classificata tra le Top 100 riviste al mondo in Google Academic.
Per la "Classificazione Integrata delle Riviste Scientifiche" si posiziona nella categoria più alta, Eccellenza A+, nella quale si trovano quelle del primo quartile delle categorie de Journal Citation Reports.
Dal 2007 detiene il marchio di qualità FECYT, a seguito della valutazione della qualità editoriale e scientifica per riviste scientifiche spagnole realizzata dalla Fondazione Spagnola per la Scienza e la Tecnologia (FECYT)

## Politica di accesso aperto
Comunicar è una rivista ad accesso aperto che permette la visualizzazione completa e gratuita di tutti gli articoli pubblicati sul suo sito ufficiale e negli archivi attraverso i quali viene diffusa.
Utilizza la licenza Creative Commons 3.0, riconoscimento non commerciale, ovvero permette l'uso non commerciale dell'articolo e promuove il riconoscimento adeguato per gli autori dei contenuti, notificando i cambiamenti realizzati. 
La rivista Comunicar è inclusa in vari archivi ad accesso aperto come DOAJ, Dulcinea o Sherpa-Romeo.